# Amiga 2000
Az Commodore Amiga 2000, vagy A2000 a Commodore által 1987 márciusában kiadott személyi számítógép. Az Amiga 1000-es "nagyházas", bővíthető változataként jelentették be, azonban - a vele csaknem egyidőben kiadott Amiga 500-zal együtt - a legtöbb alkotóelemét hamarosan újratervezték költségcsökkentési okokból. Mindemellett az A2000 volt a legsokoldalúbb és leginkább bővíthető Amiga számítógép az Amiga 3000 bemutatásáig.

## Konstrukció
Az A2000-et nyitott architektúrájúként tervezték a Commodore mérnökei, hogy lépést tarthassanak az évente új modellekkel előálló PC-iparral. Egységes rendszer-architektúrát alkottak, mely köré különféle modellek építhetők.
A végső dizájn egy cégen belüli csata eredménye volt, mely az amerikai és a német tervezői iroda között feszült. A német tervezőket felvillanyozta az általuk fejlesztett és szintén 1987-ben kiadott IBM PC-kompatibilis Commodore modellek sikere, míg az amerikaiak inkább az A1000-hez hasonló architektúrát akartak. Végül mind a Zorro II, mind az ISA aljzatokat beépítettek a gépbe. Úgy kerekedett felül a német elképzelés, hogy a los gatosi amerikai iroda egy költségcsökkentés áldozata lett 1986-ban és az első Amigát tervező mérnököknek egyenként felmondtak.
A korábbi Amiga 1000-es modellhez, illetve a legtöbb IBM-kompatibilis PC-hez hasonlóan, de az Amiga 500-zal ellentétben, az A2000 "desktop" számítógépházzal és különálló billentyűzettel érkezett. A ház magasabb, mint az A1000-esé és frontpaneljén 2db "kisfloppi"-nak és egy 5,25"-es eszköznek alakítottak ki helyet. Utóbbi lehetett 5,25"-es floppy meghajtó (az IBM PC-vel való kompatibilitás miatt), merevlemez (HDD), vagy a későbbiekben optikai meghajtó (ODD).
Ez az első Amiga modell, mely lehetővé teszi belső bővítőkártyák használatát, úgymint SCSI adapterek, memóriabővítő kártyák, processzorkártyák, hálózati kártyák, videókártyák, PC-kompatibilitás kártyák, stb. Több bővítőkártya is alkalmazható egyszerre, eltérően az Amiga 1000-estől. Az alaplap 5 db Zorro II kártyahely mellett 4 db ISA aljzattal (slot) is rendelkezik. 2 ISA slot egy vonalban van 2 Zorro II slottal annak érdekében, hogy fogadni tudja az A2088 bridgeboard kártyát, mely "hidat" képzett az A2000 és egy IBM PC XT között, biztosítva a két architektúra kompatibilitását.

## Modellváltozatok

### A modell
Az első kiadást Németországban tervezték, mely még alapvetően az előző modellen, az Amiga 1000-esen alapult, több bővítőporttal kiegészítve azt ("A modell" vagy "2000A"). Ez a modell OCS chipsettel és az Amiga 1000-ből ismert "thin" Agnus chippel rendelkezett, mely maximum 512 KB chipram használatát tette lehetővé. A későbbi modellek processzor foglalata ebben a modellben még csak egy ún. "MMU slot", melybe gyárilag további 512 KB fastramot helyeztek. Tartalmazott egy "Genlock slotot" is, mely a későbbi videófoglalat elődje. Dave Haynie emlékei szerint mindösszesen talán 60 ezer darabot gyártottak belőle.

### B modell
1988-ban a Dave Haynie és Terry Fisher által teljesen áttervezett változat ("B modell", "B2000-CR" vagy "2000B") váltotta föl a korábbi modellt, mely már az Amiga 500-ban is alkalmazott Fat Agnus chippel került piacra, így 1MB chipramot tudott kezelni és egyben alacsonyabb költségű dizájnt jelentett. Ez a modell olcsóbb kialakítással egy Buster chipben integrálta a bővítő slotok vezérlő logikáját, a már 1 MB chipram az alaplapra került, a korábbi "Genlock slot" teljes értékű videó-foglalattá fejlődött, a "CPU-slot" pedig már alkalmas volt komolyabb gyorsítókártyák fogadására. A korai "B modellek" még 1.2-es, a későbbiek már 1.3-as Kickstarttal voltak ellátva. Ebből a változatból adtak el a legtöbbet.

### C modell
A "C modell" ehhez képest az újabb ECS chipsetet kapták Super Big Agnus-szal, melyet később az Amiga 3000-be is beépítettek. Az Egyesült Államokban "2000+"-ként árulták őket az újabb 2.04-es Kickstarttal.

### Amiga 2000/HD
Míg az első változat csak egy floppy meghajtóval rendelkezett, addig az "Amiga 2000/HD" jelű modellek már egy 200 MB kapacitású SCSI rendszerű merevlemezt is kaptak alapkiépítésben.

### Amiga 1500
A Commodore UK 1990-ben 999 fontért árusította ezt az A2000 variánst. A megjelölést a Commodore International nem-hivatalosan hagyta jóvá. Az A1500 két floppy meghajtóval és 1 MB ChipRAM-mal került a boltokba. Az első darabok még Kickstart 1.3-mmal voltak felszerelve és Commodore 1084SD1 monitorral együtt árulták. A későbbiekben ECS chipsettel és Kickstart 2.04-gyel érkeztek. Ebben a modellváltozatban nem volt merevlemez-vezérlő, így HDD sem.
Egy, a Checkmate Digital által Amiga 500-hoz készített számítógépház kit-nek is A1500 a neve.

### Amiga 2500 és 2500UX
Az Amiga 2500, vagy más néven A2500, hasonlóan az A1500-hoz, nem egy különálló modell, hanem egy eltérő alapkiépítésű Amiga 2000 marketing elnevezése. Az 1989-ben kiadott A2500 magában foglalt egy Motorola 68020 (14 MHz) vagy 68030 (25 MHz) CPU-t és mellette FPU-t tartalmazó gyorsító kártyát (A2620 kártya). Mindez mintegy - a matematikai társprocesszorok hatását is beleértve - 3-szoros, illetve 6-szoros sebességnövekedést eredményezett az alapkiépítésű Amiga 2000-hez képest. A 68030-as processzorral szállított példányokra A2500/30-ként hivatkoztak.
Az alaplapon maradt 68000-es CPU inaktív volt ezekben a modellekben, így az egész nem volt túl költséghatékony megoldás. Elindult egy Motorola 68020 CPU-t alaplapra integráló projekt, mely azonban elhalt, amikor Dave Haynie az új Zorro III buszt kezdte előnyben részesíteni. Ebből lett végül az Amiga 3000 kialakítva, de addig is folytatódott az A2500 gyártása.
Egy további változat volt az A2500UX, mely szalagos meghajtót tartalmazott és Commodore Amiga Unix futott rajta.

## Specifikáció

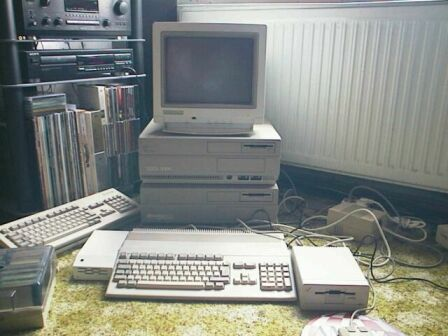
Két Amiga 2000 és egy Amiga 500

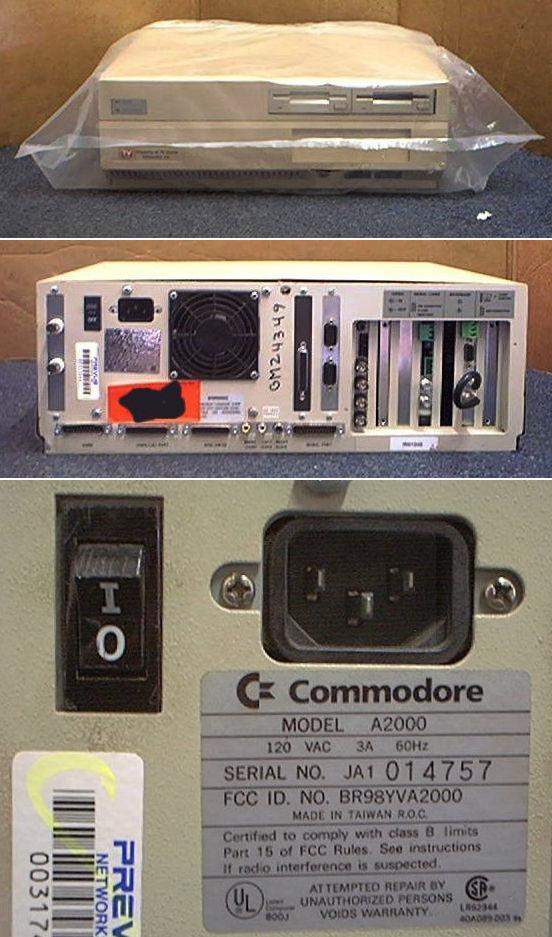
Előlap, hátlap, tápegység adattábla

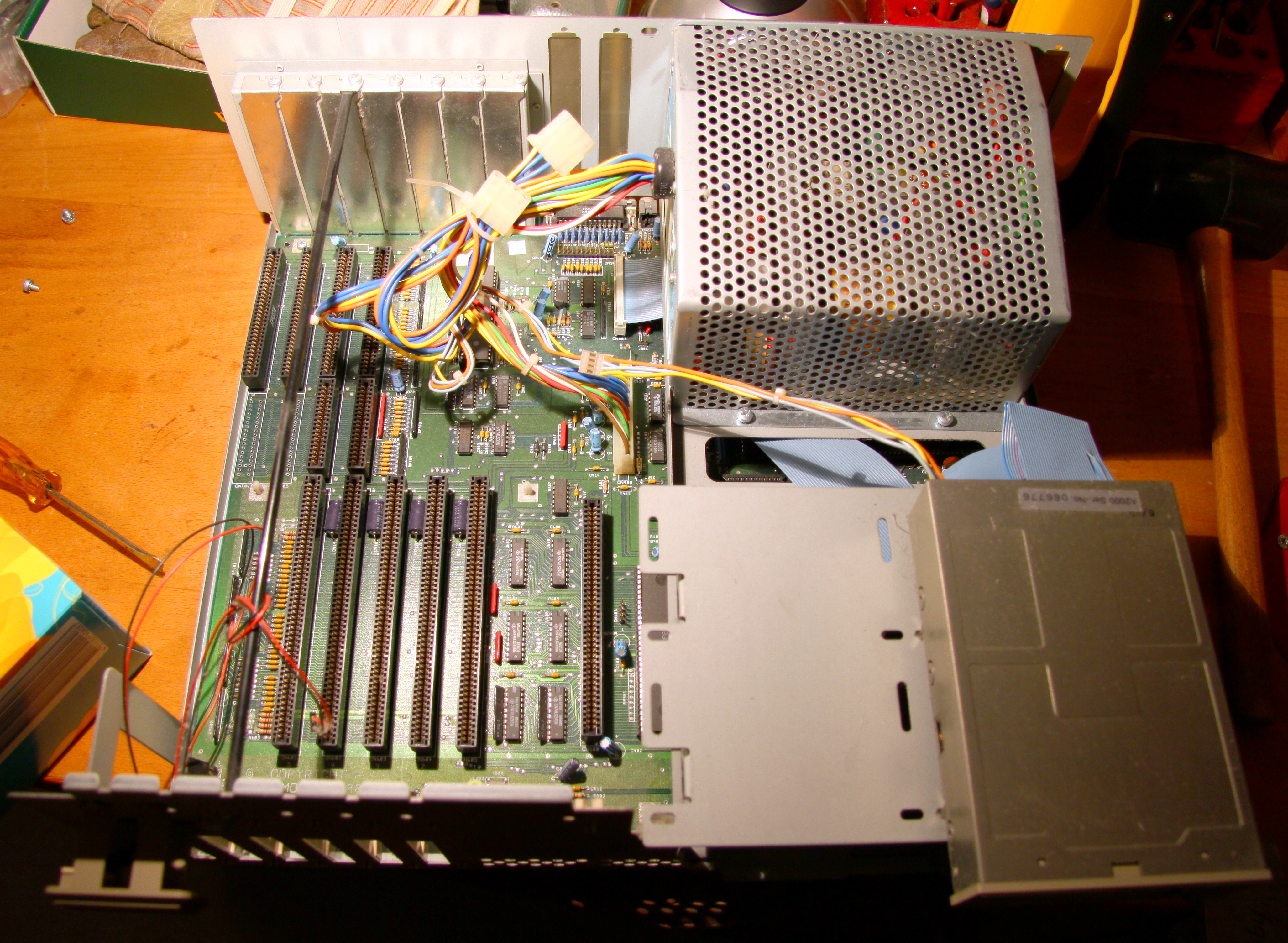
Amiga 2000 leszedett burkolattal

| Jellemző            | Specifikáció |
| ------------------- | --- |
| CPU                 | Motorola 68000 7.16 MHz (NTSC) vagy 7.09 MHz (PAL) |
| RAM                 | 512 KB ChipRAM,[A] bővíthető 512 KB-ra;[B] 1 MB ChipRAM[C], max. 2 MB ChipRAM max. 8 MB FastRAM külső CPU csere nélkül vagy max. 128 MB CPU cserével |
| ROM                 | 256 vagy 512 KB Kickstart ROM |
| Chipset             | Original Chip Set (OCS)[A][B] vagy Enhanced Chip Set (ECS)[C] |
| Kép                 | 12-bites színpaletta (4096 szín). 32, 64, (EHB) illetve 4096 (HAM mód) képernyőszínű grafikus módok: - 320×200 – 320×400i (NTSC) - 320×256 – 320×512i (PAL) Grafikus módok 16 képernyőszínnel: - 640×200 – 640×400i (NTSC) - 640×256 – 640×512i (PAL) Grafikus módok csak ECS chipseten:[C] - 1280×200 – 1280×512i és 640×480p60 (VGA) 4 képernyőszínnel - 800×600i60 (Super72) 2 képernyőszínnel |
| Hang                | 4× 8-bites PCM csatorna (2 sztereó csatorna) 28 kHz max. DMA mintavételezési frekvencia 70 dB jel/zaj arány |
| Cserélhető tároló   | 2db Chinon FB-354 típusú 3,5" DD floppy meghajtó (880 KB kapacitású) |
| HDD                 | 3,5" SCSI merevlemezes meghajtó (csak A2000HD) |
| Audio/video kimenet | Analóg RGB video kimenet (DB-23M) Monokróm kompozit video kimenet (RCA)[B][C] Audio kimenet (2×RCA) Genlock foglalat (belső)[A] Video slot foglalat (belső)[B][C] |
| I/O portok          | Billentyűzet port (5-tűs DIN) 2× egér/játék port (DE9) RS-232 soros port (DB-25F) Centronics párhuzamos port (DB-25M) floppy meghajtó port (DB-23F) |
| Bővítő aljzatok     | 5× 100-tűs 16-bites Zorro II kártya aljzat (Autoconfig) 2× 16-bites ISA aljzat (aktiválásához "bridgeboard" kártya szükséges) 2× 8-bites ISA aljzat (aktiválásához "bridgeboard" kártya szükséges) 1× 86-tűs CPU/MMU bővítő aljzat |
| OS                  | AmigaOS 1.x (Kickstart 1.2/1.3 és Workbench 1.2/1.3) vagy AmigaOS 2.x (Kickstart 2.04 és Workbench 2.04)[C] |
| Egyebek             | 2x előlapi 3,5" meghajtóhely 1x előlapi 5,25" meghajtóhely Alaplapi, elemes valósidejű óra (RTC) |

Jegyzetek:
- ↑ A:  A modell (revision 3.0-4.0), 1986
- ↑ B:  B modell (revision 4.1-5.0), 1988
- ↑ C:  C modell (revision 6.0-6.5), 1991

## Retrocomputing
A ma fellelhető Amiga-példányok koruknál (30-35 év) fogva karbantartásigényesek. Az állásban is jelentkeznek anyagfáradások, melyek nyomán az elektrolit kondenzátorok hajlamosak a szivárgásra és ez súlyos károkat okozhat a gépek alaplapján, így
cseréjük mindenképpen javasolt és időszerű. Ezt a munkát Magyarországon is végzi néhány lelkes restaurátor, továbbá létezik a Commodore számítógépeknek szervize is.
A tönkrement alaplapok helyettesítésére lelkes Amiga-rajongók ún. replika alaplapokat készítenek, melyek általában funkcionalitásukban legnagyobbrészt megegyeznek az eredeti gyári nyomtatott áramkörökkel. Az Amiga 2000-hez is létezik ilyen, bárki által szabadon legyártható "ReAmiga" lap, mely a 6.2-es revíziójú gyári változaton alapul néhány apró módosítással. Az áramköri tervrajz ún. visszafejtéssel készült, egy gyári alaplap áramköreinek feltérképezése, majd dokumentálása és abból digitális áramköri rajz készítése révén. Az egyik legfontosabb eltérés az eredeti laphoz képest, a belső óra tárolására szolgáló gombelem alkalmazása a Varta alaplapi akkumulátor helyett. Az összeépítéshez John Hertell készített egy részletes útmutatót, habár ez a replika nem az ő projektje.
Egy másik projekt már túlmegy a replika szintjén, bár a funkcionalitás itt is a gyári paramétereken alapul. Ez az elrendezésében teljesen áttervezett alaplap azzal a céllal készült, hogy az eredetileg teljesen egyedi elrendezéssel és méretekkel rendelkező áramköri lap bármely EATX szabványú PC-házba beszerelhető legyen. A projekt célja volt az is, hogy helyettesítő alkatrészekkel pótolja a már nem gyártott és nehezen hozzáférhető áramköri elemeket. Ilyen változtatás pl. a videokimenet csatlakozójának DB25-ről HD15-re (normál VGA-csatlakozóra) való cseréje. A fejlesztés jelenleg a 3.1 verziónál tart, melyet 2024. június elején tettek közzé.

## Fordítás
- Ez a szócikk részben vagy egészben  az   Amiga 2000 című angol Wikipédia-szócikk fordításán alapul.  Az eredeti cikk szerkesztőit annak laptörténete sorolja fel. Ez a jelzés csupán a megfogalmazás eredetét és a szerzői jogokat jelzi, nem szolgál a cikkben szereplő információk forrásmegjelöléseként.